# Royal Trucks
Royal Trucks is een bedrijf dat skateboard trucks fabriceert. Het is in 1997 opgericht door Rudy Johnson en Guy Mariano. De fabriek staat in Azië.

## Huidig team
- Mike Mo Capaldi
- Mike Carroll
- Justin Eldridge
- Danny Garcia
- Andre Genovesi
- Kerry Getz
- Jerry Hsu
- Raymond Molinar
- Cale Nuske
- Jereme Rogers
- Brad Staba
- Kevin Taylor

Tot 2006 is Eric Koston ook gesponsord geweest door Royal Trucks, terwijl hij er nooit op heeft gereden. Tegenwoordig rijdt hij voor Independant Trucks.

## Modellen
- The OG
- The Evolution
- The Mid